# パイティム・スタトヴツィ
パイティム・スタトヴツィ（Pajtim Statovci, 1990年 - ）はフィンランド在住のアルバニア人作家。

## 経歴
1990年コソヴォにて、アルバニア人のルーツを持つ両親のもと生まれる。2歳のときにセルビアによる軍事侵攻を受け、一家でフィンランドに逃れた。ヘルシンキ大学で比較文学を、ヘルシンキ芸術デザイン大学で脚本を学ぶ。

在学時に小説を執筆しようと思い立ち、2014年に処女作『ユーゴスラヴィアの僕の猫』（原題：Kissani Jugoslavia フィンランド語）を刊行。移民の歴史が浅いフィンランドで直面した人種差別や偏見、1980年代のコソヴォやアルバニアに蔓延るマチズモ、自国を追われて他国で暮らすことによって生まれるアイデンティティの揺らぎと疎外感、主人公のゲイとして生きることの苦悩が描かれており、自伝的な内容となっている。
英訳版はデヴィッド・ハックストンによってイギリス・アメリカで2017年に出版された。
のちに出版された小説もすべてフィンランド語で執筆されている。

### 小説
- 『ユーゴスラヴィアの僕の猫』　Kissani Jugoslavia 2014年 (英訳版：My Cat Yugoslavia, パンテオン・ブックス, 2017年; デヴィッド・ハックストン訳)
- 『交差』　Tiranan Sydän, 2016年 (英訳版：Crossing, パンテオン・ブックス, 2019年 ;デヴィッド・ハックストン訳)
- 『ボラ』　Bolla 2019年 (英訳版：Bolla, パンテオン・ブックス, 2021年; デヴィッド・ハックストン訳)